# Забуковје (Шентруперт)
Забуковје (словен. Zabukovje) је насељено место у општини Шентруперт, регија Југоисточна Словенија, Словенија.

## Историја
До територијалне реорганизације у Словенији било је у саставу старе општине Требње.

## Становништво
У попису становништва из 2011. године, Забуковје је имало 84 становника.
| Број становника према пописима | Број становника према пописима | Број становника према пописима |
| ------------------------------ | ------------------------------ | ------------------------------ |
| 1991                           | 2002                           | 2011                           |
| 69                             | 60                             | 84                             |

Напомена: Године 2009. извршене су мање размене територија између насеља Мирна (Мирна) и Забуковје и између насеља Село при Мирни (Мирна) и Забуковје.